# Dinteville, Haute-Marne

Dinteville este o comună în departamentul Haute-Marne din nord-estul Franței. În 2009 avea o populație de 55 de locuitori.

## Evoluția populației
| An        | 1975 | 1982 | 1990 | 1999 | 2006 | 2009 |
| --------- | ---- | ---- | ---- | ---- | ---- | ---- |
| Populație | 78   | 80   | 76   | 64   | 67   | 55   |